# 양승만
양승만(梁承萬, 1909년 10월 4일 ~ 1990년 3월 7일)은 경기도 양평 출신의 한국의 독립운동가이다. 3.1 운동 이후 만주로 건너가 독립운동을 하였다. 일제강점기 비밀공작 활동 등 항일 투쟁운동을 전개하였다.
임시정부 환국 이후에도 중국에 남은 동포들을 마저 귀환시켜야 한다는 책임감 때문에 1986년 들어서야 조국 땅을 밟았다. 그러나 독립운동 공훈증을 받기 얼마 전 비운의 사고로 사망하였다.